# Soul Eater Not!
《噬魂者NOT！》（日语：ソウルイーターノット!）是大久保篤創作的日本漫畫作品，同時也是《SOUL EATER》的外傳。於《月刊少年GANGAN》2011年2月號至2014年12月號期間進行連載。時間線在正傳前面，而於正傳中登場的人物也會出現於故事中。風格比較類似少女和校園，但還是有打鬥和流血畫面。
改編電視動畫由東京電視台於2014年4月8日首播，北美地區由Funimation進行同步轉播。

## 登場人物

### 主角群
春鳥鶇
配音：千菅春香
第一女主角。14歲，武器。在日本出身，實體為鐮槍（Halberd）。
自稱是「戀上戀愛的14歲少女」，在第一次到達死武專時遇上摩訶，得到其鼓勵，開始憧憬摩訶而把髮型改成雙馬尾。
體能差。個性溫柔率真。和美美、阿妮亞是死武專附近咖啡店的常客，剛開始是因為零用錢花光了被迫來打工，之後常常幫助店長解決問題。
本傳第99話中以回憶（解說魔武器誕生過程）的方式登場。
多多音美美
配音：悠木碧
14歲的。與小鶇同期入學的學生兼室友。
十分健忘的天然呆女生，連自己的名字也會忘記，而且遲鈍得連害怕也不知道。絕招是「睡拳」，體能好。每晚都會不明原因地爬到小鶇的床上，有時甚至還會全裸。
健忘是源於魔女謝烏拉的控制，於第10集完全受其控制成為其手下。
阿妮亞・赫本
配音：早見沙織
14歲的。與小鶇同期入學的學生兼室友。
給人感覺是高貴的公主。因對庶民有興趣而到死武專就讀。個性些微傲嬌，說話方式就和女王一樣高傲。對於服裝的要求很保守，幾乎要過膝以下。遇到挫折時會擺出可愛的一面。

### 於正傳中登場的角色
金姆・提爾
配音：齋藤千和
人稱『女子宿舍的魔女』。據說剛入學時是留著長髮的迷人女生，其後因行為惡劣而被敬而遠之。
小鶇覺得她和狸貓有幾分相似（其實就是狸貓的魔女）。
行為模式採取利己主義，和人相處的方式有些粗暴，但本性善良。常常向學妹收取一些不合理的費用，但只有使用「魔法」是不求回報的。
常常和小鶇一起行動，包括打零工、念書之類。
傑可林・歐・藍特・迪布雷
配音：沖佳苗
EAT的成員。這時還未是金姆的搭檔。
一直試圖和金姆相處，但常常被拒絕。被金姆稱作冷血女。
後來在小鶇的幫助下她們常常一起行動，關係也變得比較好。
內心其實不像外表般冷酷。
莉絲
配音：渡邊明乃
正傳《SOUL EATER》的女主角之一。
武器，本體是半自動手槍。惡名昭彰的湯普森姐妹中的姊姊。
被奇多逮捕而處以觀察處分，也就是進入社會服務。在小鵣待過的咖啡廳工作。但對待客人態度非常惡劣，大部分的人都會被嚇跑，店長為此感到很頭大。
後來因為小鵣態度變得比較軟化，偶爾會出現害臊的一面。
帕蒂
配音：高平成美
正傳《SOUL EATER》的女主角之一。
武器，本體和姊姊一樣是半自動手槍。湯普森姐妹中的妹妹。
同樣被處以觀察處分進入咖啡廳工作。天然黑，對待客人態度似乎比姊姊更惡劣，但後來有比較軟化。
摩訶・亞爾邦
配音：小見川千明
正傳《SOUL EATER》的女主角之一。
在當時是EAT的成員。
對剛入學的小鶇給予了激勵。送了一本書名叫做「Brave」的精裝書給小鶇。
噬魂
配音：內山昂輝
正傳《SOUL EATER》的男主角之一。
和摩訶組隊的武器。常常和摩訶吵架。
BLACK STAR
配音：小林由美子
正傳《SOUL EATER》的男主角之一。
。剛見面就自信滿滿地對小鶇遞出簽名。
中務椿
配音：名塚佳織
正傳《SOUL EATER》的女主角之一。
與黑☆星（ブラック☆スター）組成一對組合的武器，實體有6種變化形態，為（鎖鎌、忍者刀、煙霧彈、手裏劍、偽星）。
奇多
配音: 宮野真守
正傳《SOUL EATER》的男主角之一。
將湯普森姐妹逮捕歸案的職人。偶爾會去視探湯普森姐妹。
歐克斯・佛特
配音：吉野裕行
迷戀著基姆的資優生。
死人・巴雷特
配音：木村雅史
，指導老師。這時的死人還未成殭屍，是活人。
正調查最近發生的的踢館事件。
奈古絲
配音: 野田順子
死人・巴雷特的武器搭檔。此時的她還沒包上繃帶。

### 死武專相關者
茜
配音：櫻井孝宏
，與小鶇同期入學的學生。左眼上有星族的記號。柔術世家出身，星族是他們家系的其中一個分支。為了不讓世傳武術沒落進入死武專就讀。
因庫雷把生活費花在遊戲機中心而需要與其一同到咖啡店打工。
體力好，在NOT裡是少數能超越EAT的學員。
正在調查踢館事件，並得知事件的主謀是魔女所為。
於第90話正傳登場，隸屬中央情報部。
庫雷
配音：山下誠一郎
武器，實體為長劍。與亞美同期入學的學生。喜歡遊戲機。茜在漫畫開始時的搭檔。
正在調查踢館事件。分析能力很強，花短時間內就分析出踢館事件的嫌疑人（三名魔女）。臨場反應力很差。
於第90話正傳登場，隸屬中央情報部。
埃塔納・菲爾德
配音：小松未可子
武器，本體為彈簧刀。與基姆等人同期的學生。出身於越南
名稱是藝名，是剛入學被金姆所取，更擅自替其登記，並要求收取命名費。本名不明。非常善良，會幫助小鶇等人。
常常被金姆強迫購買一些奇怪的物品。
在跳蚤拍賣的時候被天蠍魔女謝烏拉催眠，砍傷路人並對阿妮亞攻擊。在與摩訶交戰時，謝烏拉為了測試催眠狀態下能達到的服從程度，而下達切斷頸動脈自殺的指示，後經由斯坦的搶救已無大礙。
卡娜・阿勒泰爾
配音：小岩井小鳥
擅於用塔羅牌占卜，曾多次以自創塔羅牌用隱語「どてかぼちゃ」損阿妮亞・赫本。
米澤莉
配音：折笠愛
女子宿舍的寮長，精神病。很喜愛小說「法蘭德斯的庶民」的FANS中的主人公瑪麗・史密斯。

### 踢館者
謝烏拉・戈爾貢
配音：小清水亞美
毒蠍的魔女。名字取自尾宿八（Shaula）和蛇髮女妖（Gorgon）。
依照「戈貝貢（Gorgon）」的姓氏，應該是美杜沙和亞拉克涅的姊妹。
踢館者的首領。擅長使用催眠術，利用完後會將被害者滅口。
眼睛有像是太極一樣的雙勾玉瞳孔。個性如同魔女一樣殘忍。

## 出版書籍
| 集數 | 史克威爾艾尼克斯 | 史克威爾艾尼克斯       | 尖端出版社    | 尖端出版社             |
| 集數 | 發售日期         | ISBN                   | 發售日期      | ISBN                   |
| ---- | ---------------- | ---------------------- | ------------- | ---------------------- |
| 1    | 2011年9月22日    | ISBN 978-4-7575-3365-3 | 2016年8月18日 | ISBN 978-957-106-681-3 |
| 2    | 2012年7月21日    | ISBN 978-4-7575-3660-9 | 2016年12月9日 | ISBN 978-957-107-030-8 |
| 3    | 2013年12月12日   | ISBN 978-4-7575-4164-1 | 2017年4月12日 | ISBN 978-957-107-293-7 |
| 4    | 2014年4月12日    | ISBN 978-4-7575-4243-3 | 2017年8月8日  | ISBN 978-957-107-539-6 |
| 5    | 2014年12月22日   | ISBN 978-4-7575-4499-4 | 2018年2月9日  | ISBN 978-957-107-943-1 |

漫迷手冊
- Soul Eater Not！ 4.5 OFFICIAL FANBOOK -NEED TO KNOW-

2014年8月12日發售、ISBN 978-4-7575-4376-8

## 電視動畫
《月刊少年GANGAN》2014年1月號中公布動畫化。2014年2月12日確定2014年4月於東京電視台播映電視動畫作品，並由東京電視台於2014年4月8日首播。北美地區由Funimation進行同步轉播。電視動畫片頭曲是由Dancing Dolls演唱的《monochrome》；片尾曲是由三名各配音電視動畫角色鶇、美美、阿妮亞的聲優千菅春香、悠木碧、早見沙織演唱的。

### 製作人員
- 原作：大久保篤（揭載「月刊少年GANGAN」史克威爾艾尼克斯刊）
- 監督、系列構成：橋本昌和
- 角色設計：小池智史
- 色彩設計：菊地和子
- 攝影監督：福士亨
- 音響監督：若林和弘
- 音樂：林友樹、橘麻美
- 音樂製作：KADOKAWA（Media Factory）
- 動畫製作：BONES
- 製作：Soul Eater Not!製作委員會

### 主題曲
片頭曲「monochrome」
作詞：meg rock，作曲：kz（livetune），主唱：Dancing Dolls
片尾曲
作詞：大森祥子，作曲、編曲：宮崎誠，主唱：鶇（千菅春香）×美美（悠木碧）×阿妮亞（早見沙織）
劇中曲（第9話、第12話）
作詞：大森祥子，作曲、編曲：eba，主唱：春鳥鶇（千菅春香）、多多音美美（悠木碧）、阿妮亞·赫本（早見沙織）

### 各話列表
| 話數 | 日文標題 | 中文標題           | 劇本              | 分鏡                | 演出              | 作畫監督                              |
| ---- | -------- | ------------------ | ----------------- | ------------------- | ----------------- | ------------------------------------- |
| 01   |          | 死武專，入學！     | 橋本昌和          | 橋本昌和            | 中村美            | 小森秀人、松田剛吏                    |
| 02   |          | 女生宿舍隨意點菜！ | 橋本昌和          | 坂田純一            | 中川聰            | 堀川耕一、                            |
| 03   |          | 女生宿舍的魔女！   | 橋本昌和          | 石平信司            | 大西景介          | 水畑健二、山崎秀樹                    |
| 04   |          | 迷茫，奔走！       | 橋本昌和 森江美咲 | 後藤圭二            | 遠藤徹哉          | 山本善哉、川島尚                      |
| 05   |          | 邀請Fighting！     | 橋本昌和 森江美咲 | 寺東克己            | 筑紫大介          | 松田剛吏、田中誠輝 青野厚司           |
| 06   |          | 現在是真正的打架！ | 橋本昌和 森江美咲 | 宮尾佳和            | 上原秀明          | 堀川耕一、藤卷裕一 秋山英一           |
| 07   |          | Death Bazaar日和！ | 橋本昌和 森江美咲 | 石平信司            | 中村美            | 水畑健二、山崎秀樹                    |
| 08   |          | 鶇螺旋！           | 橋本昌和 森江美咲 | 平川哲生            | 安藤健            | 北原章雄、山本真嗣                    |
| 09   |          | 南瓜，成長中！     | 橋本昌和 森江美咲 |                     | 小森秀人          | 、今田茜 田中誠輝、秋山英一           |
| 10   |          | 惡夢的開始！       | 橋本昌和 森江美咲 | 松尾衡              | 鳥羽聰            | 堀川耕一、松田剛吏 藤卷裕一           |
| 11   |          | 各自的覺悟！       | 橋本昌和 森江美咲 |                     | 上原秀明          | 水畑健二、山崎秀樹 秋山英一           |
| 12   |          | 靈魂的共鳴！       | 橋本昌和          | 田村耕太郎 橋本昌和 | 橋本昌和 中村里美 | 小池智史、小森秀人 堀川耕一、松田剛吏 |

### 播放電視台
日本深夜動畫：下文記載的日本国内播放時間使用日本標準時間（UTC+9）表示。因為部分時間标识會採用30小时制，因此請留意这类超过24:00的时间，其實際播放時間為翌日清晨。
| 播放地區   | 播放電視台   | 播放日期              | 播放時間（UTC+9）         | 所屬聯播網          | 備註                  |
| ---------- | ------------ | --------------------- | ------------------------- | ------------------- | --------------------- |
| 關東廣域圈 | 東京電視台   | 2014年4月8日－7月1日  | 星期二 25時40分－26時10分 | 東京電視網          |                       |
| 大阪府     | 大阪電視台   | 2014年4月8日－7月1日  | 星期二 26時10分－26時40分 | 東京電視網          |                       |
| 愛知縣     | 愛知電視台   | 2014年4月9日－7月2日  | 星期三 26時35分－27時05分 | 東京電視網          |                       |
| 日本全國   | AT-X         | 2014年4月10日－7月3日 | 星期四 22時00分－22時30分 | 衛星電視            | 製作委員會参加 有重播 |
| 日本全國   | BS日本       | 2014年4月10日－7月3日 | 星期四 25時58分－26時28分 | 東京電視網 衛星電視 |                       |
| 日本全國   | 萬代頻道     | 2014年4月11日－       | 星期五 12時00分 更新      | 網路電視            |                       |
| 日本全國   | NICONICO直播 | 2014年4月17日－       | 星期四 24時00分－24時30分 | 網路電視            |                       |
| 日本全國   | NICONICO動畫 | 2014年4月17日－       | 星期四 24時30分 更新      | 網路電視            |                       |

## 外部連結
- Soul Eater Not!TV動畫官方網站（页面存档备份，存于）（日語）
- Soul Eater Not! 東京電視台TX TV動畫官方網站（页面存档备份，存于）（日語）
- Soul Eater Not! AT-X電視台 TV動畫介紹（页面存档备份，存于）（日語）
- Soul Eater Not! NICONICO網路直播專題（页面存档备份，存于）（日語）
- Soul Eater Not! b-ch萬代頻道網路直播專題（页面存档备份，存于）（日語）
- Soul Eater Not! GyaO!網路直播專題（日語）
- Soul Eater Not!（页面存档备份，存于）漫畫在動畫新聞網百科全書上的資料（英文）